# Marc Raeff
Marc Raeff (właśc. Mark Isakowicz Rajew, ur. 28 lipca 1923 w Moskwie, zm. 2008) – amerykański historyk, badacz dziejów Rosji. 

## Życiorys
Urodził się w Moskwie. Wyjechał do Niemiec jako dziecko, kształcił się we Francji. Doktorat uzyskał w 1941 na Harvard University pod kierunkiem Michaela Karpovicha. Od 1961 do 1988 był wykładowcą Columbia University. Richard Pipes napisał o nim: „He was very much interested in the Western aspect of Russian culture. He was a pillar of Russian historical studies in this country”. Historyk przyjaźnił się z innym emigrantem z Rosji Isaiah Berlinem. 

## Wybrane publikacje
- Siberia and the Reforms of 1822 (University of Washington Press, 1956)
- Origins of the Russian Intelligentsia (Harvest Books, 1966)
- Michael Speransky: Statesman of Imperial Russia, 1772-1839 (Martinus Nijhoff, 1957; 2nd ed., 1969)
- Origins of the Russian Intelligentsia: The Eighteenth-Century Nobility (Harcourt, Brace, and World, 1966)
- Imperial Russia, 1682-1825: The Coming of Age of Modern Russia (Knopf, 1971)
- Comprendre l'Ancien Régime russe: État et société en Russie impériale (Paris: Seuil, 1982); translated as Understanding Imperial Russia: State and Society in the Old Regime (Columbia University Press, 1984)]
- The Well-Ordered Police State: Social and Institutional Change through Law in the Germanies and Russia, 1600-1800 (Yale University Press, 1983)
- Russia Abroad: A Cultural History of the Russian Emigration, 1919-1939 (Oxford University Press, 1990)
- Political Ideas and Institutions in Imperial Russia (Boulder, CO: Westview, 1994); his essays; with bibliography of his work
- Politique et culture en Russie: 18e-20e siècles (Paris: Éditions de l'École des hautes études en sciences sociales, 1996)
- The Russian empire: the Romanovs and their books (1997)
- Some Observations on Russo-Ukrainian Relations in the 18th and Early 19th Centuries (Primarily Cultural from a Russian Perspective) [w:] Między Wschodem a Zachodem. Rzeczpospolita XVI-XVIII w. Studia ofiarowane Zbigniewowi Wójcikowi w siedemdziesiątą rocznicę urodzin, pod red. Teresy Chynczewskiej-Hennel, Warszawa: Wyd. Fundacji „Historia pro Futuro” 1993.